# Code civil
Code Civil, undertiden kendt som Napoleon-kodekset (fransk: Code Napoléon), og officielt den Franske civillovbog (fransk: Code civil des Français; blot omtalt som Code civil), er den franske civillov, der blev oprettet under det franske konsulat i 1804 og som stadig er gældende i Frankrig, selvom den siden starten er blevet ændret kraftigt og hyppigt. Selvom Napoleon ikke selv var direkte involveret i udarbejdelsen af kodeksen, da den blev udarbejdet af en kommission bestående af fire fremtrædende jurister, var han formand for mange af kommissionens plenarmøder,  og hans støtte var afgørende for, at den blev vedtaget som lov.
Kodekset var de med dets vægt på klart skrevet og tilgængelig lov en vigtig milepæl i afskaffelsen af det tidligere kludetæppe af feudale love. Historikeren Robert Holtman betragter det som et af de få dokumenter, der har påvirket hele verden.  Code Civil bliver ofte skildret som et af de mest udbredte retssystemer i verden. Det hævdes at være gældende i forskellige former i omkring 120 lande, men mange af disse lande er civile lande, der havde deres egen version af deres civillov i århundreder.
Code civil var ikke den første lovkodeks, der blev etableret i et europæisk land med et civilretligt retssystem ; den er forudgået af Codex Maximilianeus bavaricus civilis (Bayern, 1756), Allgemeines Landrecht (Preussen, 1794), og den vestgaliciske kodeks (Galicien, dengang en del af Østrig, 1797). Det var dog det første moderne lovkodeks, der blev vedtaget med en paneuropæisk rækkevidde, og det påvirkede i høj grad loven i mange af de lande, der blev dannet under og efter Napoleonskrigene. Code civil påvirkede udviklingslande uden for Europa, der forsøgte at modernisere og affeudalisere deres lande gennem juridiske reformer, såsom dem i Mellemøsten, mens spanierne og portugiserne i Latinamerika havde etableret deres egne versioner af den civile lovbog. 